# Confederació de l'Equador
La Confederació de l'Equador va ser un moviment revolucionari de caràcter republicà i independentista que va esclatar el 2 de juliol de 1824 a Pernambuco, estenent-se a altres províncies del nord-est del Brasil.

## Antecedents
El conflicte tenia punts en comú amb altres revoltes anteriors ocorregudes en la regió, com ara la guerra dels Mascates (1710-1711) o la Revolució pernambucana (1817), aquesta última també de caràcter republicà.
Poc després de la Independència del Brasil, i acabades les lluites a les províncies contra la resistència portuguesa, va ser necessari iniciar el treball de l'Assemblea Constituent. Aquesta havia estat convocada abans de l'emancipació, al juliol de 1822, encara que no va tenir lloc fins al maig de 1823. Després va quedar clar que l'Assemblea votaria una constitució restringint els poders imperials amb la separació de poders, tot i els desitjos centralistes escampats pels germans José Bonifácio i Antônio Carlos de Andrada e Silva. No obstant això, abans que el text fos aprovat, les tropes de l'exèrcit van dissoldre l'Assemblea per ordre de l'emperador Pere I, qui va encarregar la redacció de la carta magna a juristes de confiança. La Constitució brasilera de 1824 definitivament aprovada duia una important innovació: el Quart Poder o Poder moderador. A través d'ell, l'emperador podria controlar els altres tres poders.

## La Revolta

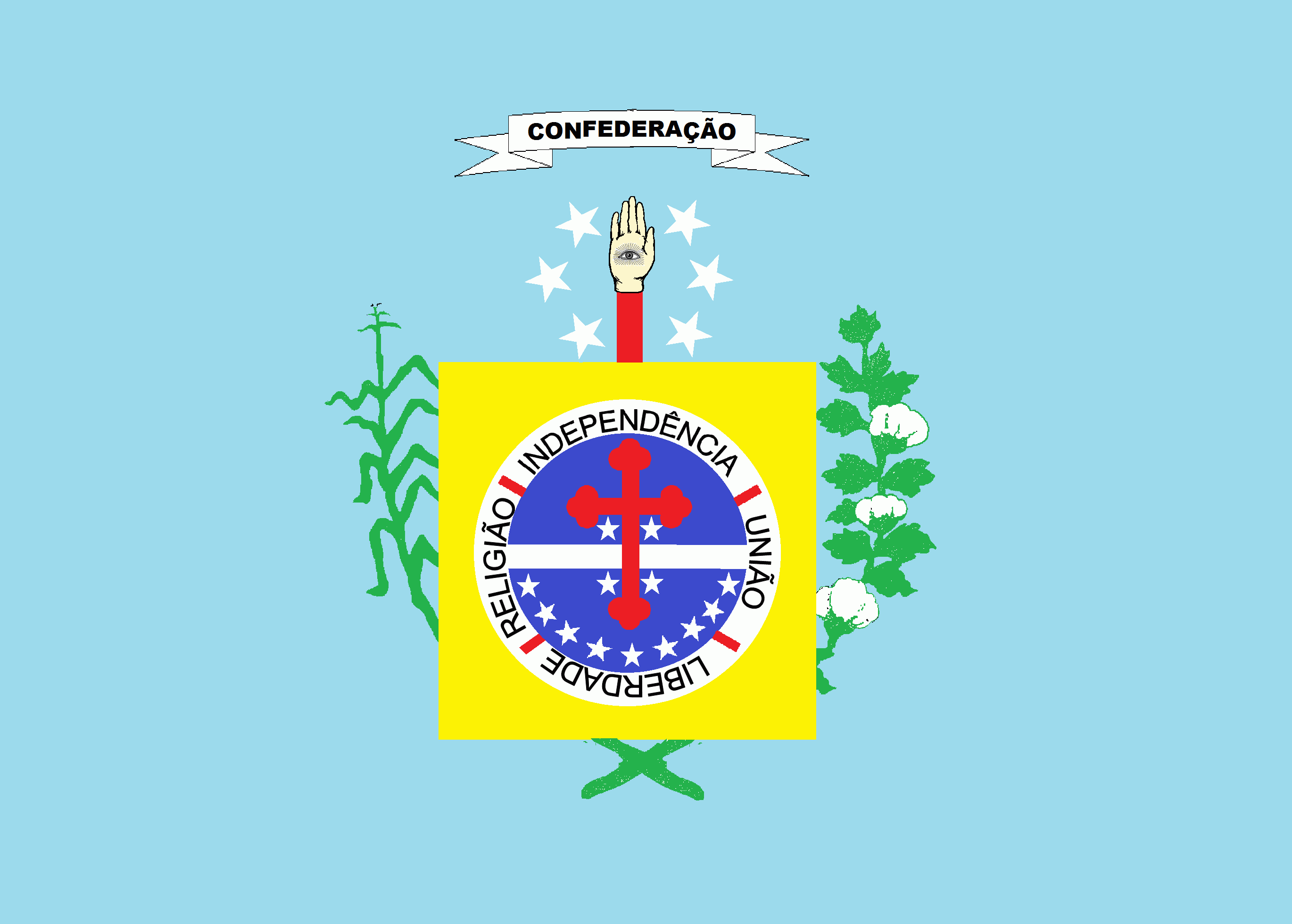
Bandera confederada.

Van sorgir diverses crítiques a l'autoritarisme imperial, i una rebel·lió important va succeir en el nord-est. El lideratge de la revolta va recaure sobre Joaquim da Silva Rabelo "Frei Caneca", ideòleg del moviment; i Manoel de Carvalho Paes de Andrade, president de la província de Pernambuco. Aquest territori, centre neuràlgic de l'aixecament, ja s'havia rebel·lat contra la Corona l'any 1817 i enfrontava dificultats econòmiques. La frustració contra el govern s'havia començat a estendre a Maranhão i altres estats del nord. Més enllà de la crisi, la província es ressentia econòmicament a l'haver de pagar elevades taxes per sufragar les despeses de la seu imperial establerta a Rio de Janeiro, que les justificava com a necessàries per a dur endavant les guerres provincials posteriors a la independència (algunes províncies es van resistir a la separació de Portugal).
Pernambuco havia esperat que la primera Constitució de l'Imperi seria del tipus federalista, i que donaria major autonomia a les províncies per resoldre les seves qüestions. Veient la deriva centralista resultant de la nova Constitució, el 2 de juliol, va declarar-se independent i va instar altres províncies a unir-s'hi i conformar la Confederació de l'Equador. Piauí, Ceará, Rio Grande do Norte, Paraíba, Sergipe i Alagoas mai van declarar l'adhesió a aquest nou estat, deixant sol al govern de Recife.
Pere I del Brasil va demanar préstecs a Anglaterra i va contractar tropes a l'exterior, que van marxar cap a Recife, la capital pernambucana. Els soldats eren comandats pel general Francisco Lima e Silva, mentre que la flota imperial va quedar sota les ordres de l'escocès Thomas Cochrane. Els vaixells de Cochrane van cercar la ciutat per mar, mentre que l'exèrcit va estendre un setge per terra. El 12 de setembre, els homes de Lima e Silva, amb el suport de l'anterior president pernambucà, Francisco Pais Barreto, van iniciar l'atac, mentre la flota imperial canonejaven la ciutat. Els confederats van rendir-se cinc dies més tard.

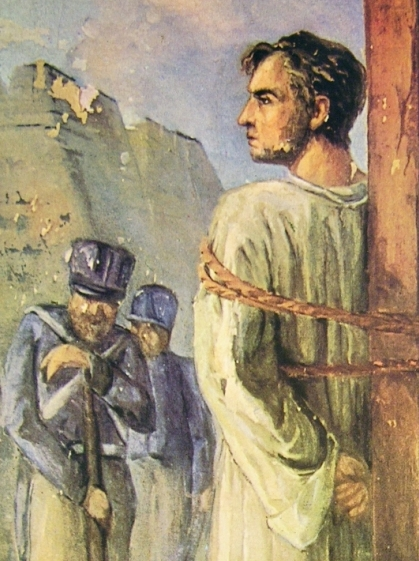
Execució de Frei Caneca.

Manoel de Carvalho havia abandonat Recife per mar, camí al Regne Unit; mentre que Silva Rabelo va aconseguir fugir durant l'atac. Es va dirigir a Ceará, amb la intenció de reunir homes per restablir el control a Pernambuco. Sense èxit, va acabar sent empresonat, condemnat i afusellat. La rebel·lió es va extingir ràpidament i Cochrane va tornar a Maranhão, on exercia com a cap de l'administració provincial mentre exigia el pagament per la reconquesta de la província en 1823 durant la Guerra d'Independència del Brasil.

## Conseqüències
La Confederació de l'Equador va ser sufocada, però l'emperador Pere I del Brasil va sortir molt desgastat de l'episodi. Els rebels van ser sotmesos, i diversos líders de la revolta, com Frei Caneca, van ser penjats o afusellats. També, en represàlia, el monarca va deslligar del territori pernambucà, l'extensa Comarca del Riu São Francisco, passant inicialment a Minas Gerais i, després, a Bahia. Aquesta va ser l'última porció de terra desmembrada de Pernambuco, imposant a la província una gran reducció territorial, passant de 250.000 km² a només 98.000 km².
Thomas Cochrane va acabar deixant el Brasil el 1825, marxant amb diners públics i saquejant vaixells mercants fondejats a São Luís. Desafiant les ordres de tornar a Rio de Janeiro, Cochrane es va traslladar en una fragata brasilera capturada, va abandonar el Brasil i va tornar a Gran Bretanya on va arribar a finals de juny de 1825.
Un cop reprimida la rebel·lió, Francisco Lima e Silva va ser nomenat president interí de la província de Pernambuco i també va presidir la junta militar que es va reunir per dur a terme el judici dels rebels confederats de 1824 a 1825.